# Dario Ginefra
Dario Ginefra (Bari, 16 giugno 1967) è un politico italiano.

## Biografia
Di professione avvocato, è stato attivo nell'ARCI, come presidente provinciale e regionale e componente della presidenza nazionale, e nelle organizzazioni giovanili del Partito Democratico della Sinistra, come segretario regionale pugliese di Sinistra Giovanile. È stato responsabile del centro regionale pugliese di iniziativa europea "Mediterranea" e poi, segretario cittadino dei Democratici di Sinistra a Bari, consigliere comunale per due mandati, membro del comitato direttivo ANCI Puglia. Segretario provinciale dei DS di Terra di Bari dall'aprile 2007, ricopre lo stesso incarico dopo la nascita del Partito Democratico. 
Alle elezioni politiche del 2008 è eletto deputato: nella XVI legislatura fa parte della Commissione Trasporti, Poste e Telecomunicazioni. Riconfermato deputato con le elezioni politiche del 2013, nel corso della XVII è componente della Commissione Attività Produttive e del Comitato INCE. Nella stessa legislatura coordina i parlamentari pugliesi del PD presenta la proposta di legge quadro sul facility management e l'emendamento alla legge di bilancio 2017 che sopprime la tassa sul licenziamento, più nota come NASPI.
Durante il mandato parlamentare si lega alla deputata di Forza Italia Laura Ravetto che sposa il 4 giugno 2016.
È stato componente della direzione nazionale PD, vice responsabile nazionale università sotto la segreteria Zingaretti e presidente della Fondazione "A Levante".